# Українсько-коморські відносини
Українсько-коморські відносини — відносини між Україною та Союзом Коморських Островів.
Коморські Острови визнали незалежність України 23 липня 1993 року, того ж дня країни встановили дипломатичні відносини.
Інтереси громадян України в Союзі Коморських Островів захищає Посольство України в Кенії. У Києві діє Почесне консульство Коморських Островів.

## Торгівля
Торгівля України з Коморськими Островами перебуває на початковій стадії. Обсяг торгівлі послугами перевищує обсяг торгівлі товарами. За даними Державної служби статистики України, в 2021 році двостороння торгівля товарами між Україною і Коморами становила 1,069 млн дол. США.
Експорт з України до Комор склав 1,043 млн дол. США, імпорт – 26 тис. дол. США.
Основними статтями експорту товарів з України до Комор стали:
- м'ясо та їстівні субпродукти (94,2% від загального експорту),
- молоко та молочні продукти, яйця птиці, натуральний мед (2,9% від загального експорту),
- алкогольні і безалкогольні напої та оцет (1,8% від загального експорту).

Основною статтею імпорту товарів з Комор в Україну були кава та чай (99,6%).
За даними Держстату України, в 2021 році експорт послуг із України до Комор склав 1,476 млн дол. США.
Основою експорту послуг з України до Комор були:
- транспортні послуги (94,8% від загального експорту)
- послуги, пов’язані з подорожами (4,4% від загального експорту).

Імпорт послуг з Коморів в Україну не здійснювався.